# Mushroom 11
Mushroom 11 — компьютерная игра в жанрах платформера и головоломки, разработанная и изданная независимой американской студией Untame. Выпуск игры состоялся 15 октября 2015 года для персональных компьютеров на платформах Windows, OS X и Linux; Mushroom 11 также доступна для мобильных устройств на платформах iOS и Android.
Игра представляет собой 2D-сайд-скроллер, в котором игрок управляет зеленым грибом, удаляя части его клеток, в то время как они обратно отрастают на нём. Гриб можно разделить на части или придать ему какую-нибудь форму, для того, чтобы решать различные головоломки.

## Разработка
Разработка Mushroom 11 была запущена в 2012 году на мероприятии Global Game Jam в Нью-Йоркском университете. Её созданием занялась независимая американская студия Untame. Игра была создана на игровом движке Unity. Также, её создание поддержала организация Indie Fund. Саундтрек был написан британским дуэтом The Future Sound of London.

## Отзывы
| Сводный рейтинг    | Сводный рейтинг        |
| Агрегатор          | Оценка                 |
| ------------------ | ---------------------- |
| GameRankings       | 76,35 %                |
| Metacritic         | PC: 78/100 iOS: 80/100 |
| Иноязычные издания |                        |
| Издание            | Оценка                 |
| Destructoid        | 7/10                   |
| GameSpot           | 6/10                   |
| IGN                | 9/10                   |
| PC Gamer (US)      | 85/100                 |
| Pocket Gamer       | 7/10                   |

Mushroom 11 получила положительные отзывы критиков. Были оценены уникальная механика и тематика игры. Она стала финалистом конкурса IGF 2014 за «выдающиеся достижения в области дизайна». Сайт IGN оценил игру на 9 баллов из возможных 10, также написав, что «Mushroom 11 — это странная и уникальная игра, которая меняет ваше представление о её головоломках».

## Награды и номинации
- В 2015 году Mushroom 11 была номинирована на премию сайта IGN — «самая иновационная» игра 2015 года[22].